# Elecciones generales de Sudán de 2010
Las elecciones generales de Sudán de 2010, contemplaron la renovación total de la Asamblea Nacional de Sudán como la elección del Presidente de la República. Se llevaron a cabo en conjunto entre los días 11 y 15 de abril de 2010. Se escogieron 450 asientos parlamentarios y el presidente en ejercicio Omar Hasán Ahmad al Bashir, líder del Partido del Congreso Nacional fue reelegido como jefe de Estado.

## Sistema de gobierno

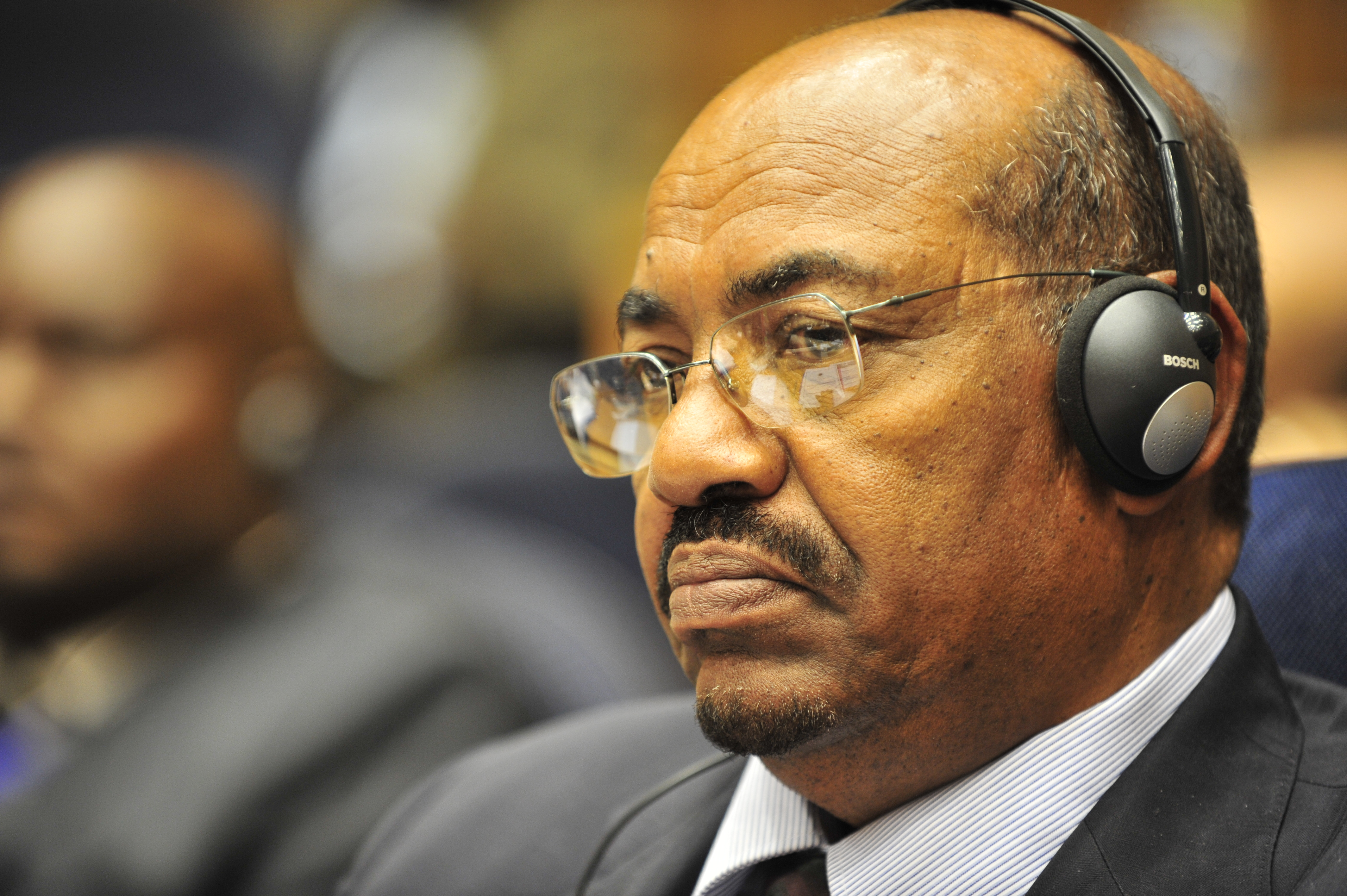
Omar Hasan Ahmad al-Bashir, Presidente de Sudán reelecto en 2010.

Sudán tiene un gobierno autoritario desde que tomó el poder el general Omar Hasan Ahmad al-Bashir en 1989. Sin embargo ha llamado a elecciones para legitimar su autoridad, en las cuales su colectividad, el Partido del Congreso Nacional es la organización política que domina la Asamblea Nacional de Sudán.
El régimen de gobierno es una República federal presidencialista, el jefe de Estado es elegido por voto directo por los ciudadanos mayores de 18 años. Gobierna con un gabinete de Ministros escogidos por él.
La Asamblea Nacional de Sudán se compone de 450 asientos parlamentarios y se eligen por provincias, que son 9, además de 28 escaños que corresponden a parlamentarios escogidos nacionalmente.

## Candidaturas retiradas
Previo a las elecciones, cinco candidatos se retiraron de la carrera presidencial: Yasir Arman, Sadiq Al-Mahdi, Hatim Al-Sir, Mubarak al-Fadil y Mohamed Ibrahim Nugud, sin embargo sus nombres se mantuvieron en la papeleta electoral por decisión de la Comisión Electoral Independiente, ya que sus renuncias se presentaron fuera del plazo estipulado.

## Controversias
Hubo numerosas denuncias de irregularidades que forzaron a extender las fechas electorales a cuatro días. Sin embargo, el expresidente norteamericano Jimmy Carter dijo que, a pesar de estar contento con la decisión, exclamó que la necesidad del país de tomar acciones respecto de las legítimas demandas de las provincias de Sudán del sur.
Las posibles manipulaciones de los distritos electoral ha sido un problema que se detalló en un informe del Instituto Rift Valley, en abril de 2010.

## Resultados electorales

### Presidenciales
|  | 68,24 % |

|  | 21,69 % |

|  | 3,92 % |

|  | 1,93 % |

|  | 0,96 % |

|  | 0,76 % |

|  | 0,71 % |

|  | 0,49 % |

|  | 0,40 % |

|  | 0,34 % |

|  | 0,30 % |

|  | 0,26 % |

|  | 98,94 % |

|  | 1,06 % |

|  | 61,95 % |

### Asamblea Nacional
|  | 71,8 % |

|  | 22,3 % |

|  | 0,8 % |

|  | 0,8 % |

|  | 0,7 % |

|  | 0,7 % |

|  | 0,4 % |

|  | 0,4 % |

|  | 0,4 % |

|  | 0,8 % |

|  | 0,8 % |

|  | 100,00 % |

## Sudán del Sur

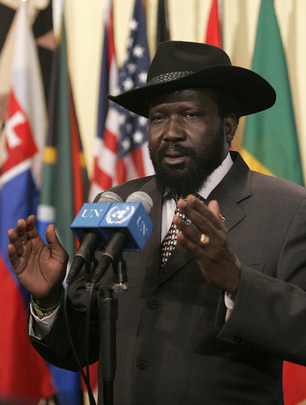
Salva Kiir Mayardit, Presidente de Sudán del Sur electo en 2010.

Tras un acuerdo Sudán del Sur se convirtió en una región autónoma de Sudán con su propio gobierno y constitución interina, aprobada el 5 de diciembre de 2005, todo a raíz de una larga guerra civil entre ambos pueblos. La independencia total del país se obtuvo a través de un referéndum en 2011.
En estos comicios generales de 2010, Sudán del Sur también realizó elecciones, ya que aún pertenecía formalmente a Sudán, sin embargo poseía gobierno autónomo.

### Resultados de Sudán del Sur

#### Presidenciales
|  | 92,99 % |

|  | 7,01 % |

|  | 100,00 % |

#### Asamblea Nacional
|  | 94,1 % |

|  | 1,2 % |

|  | 0,6 % |

|  | 4,1 % |

|  | 100,00 % |